# Marcel Marques
Marcel de Mendonça Marques, noto semplicemente come Marcel Marques (San Paolo, 26 luglio 1996), è un giocatore di calcio a 5 brasiliano.
Con la nazionale brasiliana è stato campione del mondo nel 2024 e campione sudamericano nel 2017.

## Carriera
Schierato prevalentemente come laterale, Marques ha debuttato con il Corinthians nel 2016, vincendo immediatamente la Liga Nacional. Ha quindi giocato per un biennio nel BF Magnus conquistando una Supercoppa nazionale e una Coppa Intercontinentale. Nel gennaio del 2019 si è trasferito all'Inter, con cui ha disputato due mezze stagioni, e un anno più tardi all'ElPozo Murcia. Con la nazionale maschile di calcio a 5 del Brasile Marques ha preso parte alla vittoriosa Copa America 2017.

## Palmarès

### Competizioni nazionali
- Campionato brasiliano: 1
Corinthians: 2016
- Supercoppa brasiliana: 1
Magnus: 2018

### Competizioni internazionali
- Coppa Intercontinentale: 1
Magnus: 2018

### Nazionale
- Coppa America: 1
Argentina 2017
- Campionato mondiale: 1
Uzbekistan 2024